# Eduardo Costa Sanhá
Eduardo Costa Sanhá (Como, 15 de maio de 1952) é um jurista e político guineense. 

## Biografia
É Major-General. Fez o curso de instrutor de Comunicações na Escola Superior de Comando Moscovo. É jurista formado pela Faculdade de Direito da Universidade de Coimbra. Passou como juiz do Tribunal Militar Superior (TMS) de 2005 a 2006. A 16 de Outubro de 2006 foi nomeado presidente do TMS pelo decreto-lei nº 15/06. Foi ministro da Defesa Nacional  por três vezes na IX legislatura. Primeiro no executivo liderado por Baciro Djá, em 2015, depois no governo de Umaro Sissoco Embaló e no executivo liderado por Aristides Gomes.